# انتخابات مجلس نمایندگان سوریه (۱۹۳۱)
انتخابات مجلس ۱۹۳۱ سوریه (به عربی: الانتخابات التشريعية في سورية 1931) دومین انتخابات نمایندگان است که در تاریخ سوریه مستقل از عثمانی برگزار می‌شود و نخستین انتخابات نمایندگان بعد از اعلام رسمی قانون ۱۹۳۰ سوریه است. شرایط رأی دادن در این انتخابات تابعیت سوریه و شرایط سنی ۲۱ سال بود که از تاریخ ۲۰ دسامبر ۱۹۳۱ شروع شد. این انتخابات به گونهٔ دموکراسی نیابتی در دو درجه برگزار می‌شد درجهٔ دوم؛ روستاها و مناطق نمایندگانی را از روستا یا بخش محل سکونت انتخاب می‌کردند و درجهٔ یک؛ نمایندگان انتخابی از طرف روستاها و بخش‌ها نمایندگان استان‌های خود را انتخاب می‌کردند.
طبق گفتهٔ بعضی از مورخین مانند یوسف الحکیم فرانسه با نتایج انتخابات به‌ویژه در حوضهٔ رأی‌گیری حلب بازی کرد تا ملی‌گرایان سوری مانند تشکل ملی سوریه در مجلس نمایندگان سوریه قدرت حقیقش را پیدا نکند.